# Aeroportul Roberval
Aeroportul Roberval (IATA: YRJ, ICAO: CYRJ) este un aeroport din Roberval⁠(d), Le Domaine-du-Roy⁠(d), Saguenay–Lac-Saint-Jean⁠(d), Provincia Québec, Canada ce deservește zona Roberval⁠(d). Aeroportul a fost tranzitat în 2015 de 0 pasageri. A fost numit după zona deservită.
Situat la o altitudine de 179 m, aeroportul dispune de o singură pistă.